# История почты США
История почты Соединённых Штатов Америки (США) ведёт свой отсчёт с XVII века. В 1775 году возникло Почтовое ведомство США (англ. United States Post Office), преобразованное в 1792 году в Почтовый департамент США (United States Post Office Department), члена Всемирного почтового союза (ВПС) с 1875 года. В 1971 году департамент был реорганизован и приобрёл теперешнее название — Почтовая служба США (United States Postal Service). Развитие почтовой связи и знаков почтовой оплаты США в современных условиях ознаменовано использованием новых технологий на рынке почтовых услуг.

## Ранняя история почты
В американских колониях неофициальные самостоятельные почтовые маршруты появились в Бостоне уже в 1639 году, а почтовое сообщение между Бостоном и Нью-Йорком открылось в 1672 году.
Официально разрешённая почтовая служба берёт начало в 1692 году, когда король Вильгельм III выдал «патент» на доставку почты одному английскому дворянину, который прибыл в Америку с эксклюзивными правами на создание и эксплуатацию почтовой службы. К следующему году были проложены маршруты между Нью-Йорком, Филадельфией, Бостоном и Портсмутом (штат Нью-Гэмпшир). Конные гонцы не передавали почту по эстафете, а проезжали весь маршрут самостоятельно. Доставка из Нью-Йорка в Бостон письма с одним листом бумаги стоила 9 пенсов.
К 1707 году королевское правительство выкупило патент обратно, и принятым парламентом в 1711 году законом была учреждена королевская почта. Бенджамин Франклин был назначен почтмейстером Филадельфии в 1737 году, а позднее, в 1753 году, был назначен королём Георгом III одним из двух колониальных заместителей британского генерального почтмейстера (вместе с Уильямом Хантером).
Почтовые тарифы были высокими, поэтому колонисты считали их ещё одной формой налогообложения. Британским законом о гербовом сборе для Америки 1765 года был введён формальный налог на официальные документы любого рода, который вызвал Американскую революцию. Налог был отменён через год. В тринадцати колониях было очень мало случаев применения этих гербовых марок, но они применялись в Канаде и на принадлежащих Великобритании островах Карибского моря.
В 1774 году Франклин был смещён с поста заместителя почтмейстера вследствие открытых сочувствий колонистам, однако по решению Континентального конгресса от 26 июля 1775 года он стал первым генеральным почтмейстером Соединённых Штатов, во главе организованного Почтового ведомства (сокращённо U. S. P. O.). При этом он был освобождён от оплаты почтовых сборов: франкировкой на его письмах служила его собственная подпись.
Франклин находился в этой должности до осени 1776 года. К этому моменту в стране имелось 75 почтовых учреждений, общая длина почтовых дорог составляла 1875 миль, доход за 15 месяцев — 27 985 $, при годовых затратах в 32 142 $.
Основанное на почтовой статье Конституции США, уполномочивающей Конгресс создавать почтовые отделения и дороги, Почтовое ведомство стало в 1792 году Почтовым департаментом США (U.S.P.O.D.). Департамент был частью президентского кабинета, а глава почтовой службы — генеральный почтмейстер — был последним должностным лицом в кабинете преемников президента.
Департамент почты США был значительно укрупнён во время президентства Эндрю Джексона. Вместе с расширением почтового ведомства появился ряд трудностей в связи с нехваткой работников и транспорта. В то время работники почтового ведомства получали свои должности благодаря коррупционной системе, когда люди, осуществлявшие политическую поддержку исполнительной власти, назначались в почтовую и другие правительственные службы в качестве награды за их лояльность. Эти лица очень редко имели какой-либо опыт в почтовой сфере. Подобная система политического покровительства была заменена в 1883 году после принятия Закона Пендлтона.
Поначалу плата за почтовые услуги, которая была различной в зависимости от расстояния, вносилась самим получателем на почте. Затем, в 1825 году, Конгресс США разрешил почтальонам доставлять письма непосредственно адресатам, которые за это платили почтальонам, а те получатели, которые не хотели платить за доставку, просили почтальона оставлять их корреспонденцию в почтовом отделении. Такая система доставки писем существовала до 1860-х годов.

## Городская курьерская почта
1 февраля 1842 года частный перевозчик Александр Грейг (Alexander M. Greig) из города Нью-Йорка открыл «Городскую курьерскую почту» (City Despatch Post), которая охватывала Нью-Йорк на север до 23-й Стрит.
Через несколько месяцев после основания Городской курьерской почты Грейг продал её правительству США, и она стала известной как «Городская курьерская почта США» (United States City Despatch Post). Правительство начало эксплуатацию этой местной почты 16 августа 1842 года в соответствии с принятым Конгрессом несколькими годами ранее законом, который разрешил такую местную доставку.

## Развитие почты в XIX веке
Утверждённым 3 марта 1845 года Конгрессом законом (вступил в силу 1 июля 1845 года) были установлены единые и сниженные почтовые тарифы для всей страны, с единой ставкой в размере 5 центов за расстояния менее 500 км (300 миль). Начиная с 1847 года в США был организован официальный выпуск почтовых марок. Работа почты стала настолько эффективной к 1851 году, что Конгресс смог снизить простой тариф до 3 центов (который не изменялся более ста лет). Штемпельные бандероли появились в Соединённых Штатах в 1857 году, причём впервые в мире.
Гражданская война в США нарушила функционирование почты, хотя в войну значительно возрос объём пересылаемой на Севере почты.
По инициативе США, осознававших необходимость выработки общих почтовых правил для всех стран, в 1863 году в Париже состоялся первый международный почтовый конгресс, но, кроме обмена мнениями, конкретных решений на нём принято не было. В 1874 году состоялся первый Всемирный почтовый конгресс в Берне, на котором присутствовали представители 22 государств, в том числе Соединённых Штатов. 9 октября на этом конгрессе была подписана Всеобщая почтовая конвенция, которая распространялась и на США. С 1 июля 1875 года США неизменно входят в состав этой международной почтовой организации (ВПС).

## На рубеже XX века
В конце XIX века почта в США являлась, согласно Конституции, прерогативой федерального правительства. Заведование ей было сосредоточено в Post Office Department, глава которого — генеральный почтмейстер — входил в состав кабинета. С переменой кабинета большей частью выходили в отставку и четыре состоявших при генеральном почтмейстере заместителя (assistants). Расширение почтовых сообщений рассматривалось как могущественное средство к культивированию неосвоенных земель; дело это велось с величайшей энергией, невзирая на издержки. Данные о росте почтовых сообщений в Соединённых Штатах за первые двести лет приведены в нижеследующей таблице:
| Годы | Число почтовых учреждений | Почтовые тракты (в километрах) |
| ---- | ------------------------- | ------------------------------ |
| 1789 | 75                        | 3661                           |
| 1800 | 900                       | 33 501                         |
| 1850 | 18 589                    | 289 758                        |
| 1880 | 48 012                    | 530 103                        |
| 1890 | 62 401                    | 688 780                        |
| 1895 | 70 096                    | 733 883                        |

В 1894 году в Соединённых Штатах одно почтовое учреждение приходилось на 887 жителей (третье место в мире после Люксембурга и Швейцарии). Общее число отправлений за год составило 5 018 734 000 (первое место в мире), в том числе:
- 2 568 612 000 писем,
- 473 906 000 открытых писем (открыток),
- 2 159 905 000 произведений печати и
- 15 583 000 почтовых переводов.

На одного жителя приходилось 100 почтовых отправлений. При этом характерной особенностью американской почтовой службы того времени являлась её огромнейшая затратность, выражавшаяся в наибольшем в мире превышении расходов почты над доходами (17 626 742 рубля в пересчёте на рубли Российской империи).
В 1897 году общее число почтовых учреждений достигло 71 022. Но из этой массы почтовых учреждений, которые все были подчинены непосредственно центральному управлению и подразделялись на четыре класса, большинство производило почтовые операции в ограниченных размерах. Функции окружных отделений сводились лишь к надзору за перевозкой почты по железным дорогам.
Почтовых учреждений первых трёх классов — так называемых президентских (Presidential Offices) — в 1897 году насчитывалось 3762. Их начальники назначались генеральным почтмейстером на четыре года по соглашению с Сенатом и обыкновенно менялись вместе с переизбранием президента США.
Основная ставка за пересылку простых закрытых писем достигала в США максимума нормального тарифа Всемирного почтового союза (5 центов). Одной из самых распространённых почтовых операций стало осуществление платежей посредством почты, а именно в форме почтового перевода и почтового ордера. Почтовые переводы на всякую сумму принимались в 1897 году в 20 031 учреждении. Учреждений, принимавших переводы на сумму не свыше пяти долларов и вовсе не имевших права выплачивать деньги по переводам, было 1051. Международные переводы принимались в 3011 учреждениях. В числе прочих международных соглашений, в 1900 году было заключено соглашение о взаимном обмене денежных почтовых переводов между США и Россией.
По закону, во всех городах с 10 000 или более жителей, а равно в городах, дававших 10 000 долларов почтовых доходов и предъявлявших соответствующее требование, была установлена бесплатная доставка посылок; она была введена в 627 городах. Однако США оставались в тот период вне международного соглашения о единообразном, независимо от расстояния и действительного веса посылки, дешёвом тарифе по отношению к маловесным посылкам.
Почта в Соединённых Штатах продолжала давать казне убыток. В 1897 году (финансовый год оканчивался 30 июня) получился дефицит в 11,4 млн долларов при общей сумме доходов в 82,66 млн долларов. Этот неблагоприятный финансовый результат объяснялся обилием правительственной корреспонденции, но ещё более тем обстоятельством, что чрезвычайно низкий тариф, установленный первоначально для газет (1 цент с фунта), был затем распространён на сборники и новые издания книг под бандеролью, которые были означены как «повременные издания» (periodicals), равно как на обратную пересылку непроданных изданий, газет и книг. Тем не менее, Конгресс не соглашался на изменение тарифа. Кроме того, очень велико было число отправлений, которые по вине отправителей были не доставлены (свыше 9 млн писем в год), что обуславливалось многочисленностью одноимённых городов. С другой стороны, с помощью почтовых учреждений Соединённые Штаты насаждали культуру на своих окраинах, не останавливаясь при этом даже перед доплатами из других источников государственных доходов.
В 1897 году в Вашингтоне был проведён пятый Всемирный почтовый конгресс, на котором была принята поправка к «Условию об обмене пакетов и ящиков с объявленной ценностью», согласно которому ни одно из государств, присоединившихся к «Условию», не могло установить для таких международных отправлений более тесных пределов, нежели для своей внутренней корреспонденции. В случае пропажи, похищения или повреждения ценного отправления, отправитель получал от правительства страны отправления вознаграждение в размере действительно понесённого убытка, но не свыше объявленной ценности. Со своей стороны, это правительство сохраняло право обратного требования по отношению к правительству, на территории которого пропажа, похищение или повреждение имело место.

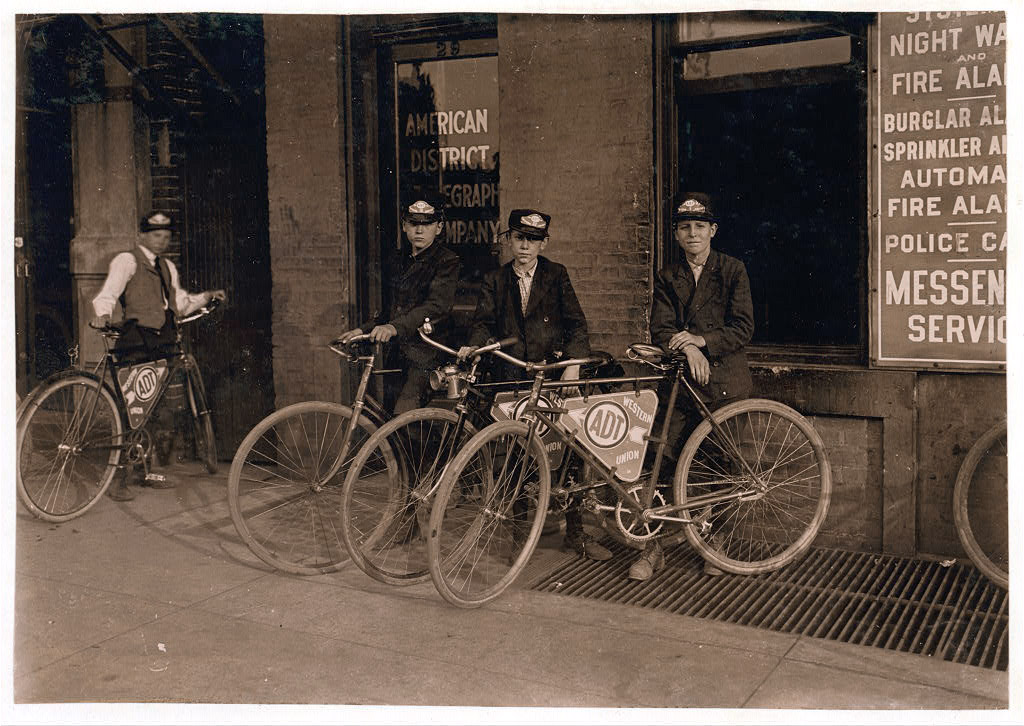
Велопосыльные телеграфной компании ADT в Индиане, США (1908)

По данным Международного бюро Всемирного почтового союза за 1903 год, Соединённые Штаты Америки имели к тому времени 75 570 почтовых учреждений, то есть больше, чем Германия и Англия, вместе взятые, но в отношении густоты почтовой сети стояли позади этих и ряда других европейских стран, имея лишь одно учреждение на 129,3 кв. км. При этом на каждые 72,6 км² приходилось по одному почтовому ящику. Тем не менее, США имели самый большой в мире штат почтовых чиновников и служащих — 242 тыс. человек, наибольшее протяжение почтовых курсов — 800 тыс. км, наибольшее общее число пройденных почтой в год километров — 793 млн, а также самое большое число письменных отправлений внутренней корреспонденции — 8,8 млрд. В отношении учащённости почтовых сношений, на каждый километр железнодорожного почтового курса приходилась годовая работа менее, чем в 1700 км. В 1903 году из Соединённых Штатов было послано в другие страны 232 млн письменных отправлений, а получено 125 млн (третье место в мире после Германии и Австрии; об Англии нет данных).
В 1863 году Конгресс США принял решение о введении жалованья почтальонам, разносящим корреспонденцию без взимания с получателей дополнительной платы за доставку. Однако эта практика поначалу получила распространение только в городах. В 1890 году лишь менее 20 миллионов из 75 миллионов американцев получали свои письма бесплатно. Фермеры стали требовать введения бесплатной доставки почты и в сельской местности. Когда в 1889 году главным почтмейстером США стал бизнесмен Джон Уэнемейкер, он принял решение о целесообразности распространения бесплатной доставки корреспонденции на всю территорию страны. Но служба повсеместной бесплатной доставки корреспонденции в сельской местности (en:Rural Free Delivery) появилась лишь в 1898 году. Главный почтмейстер утвердил эскиз почтового ящика для сельских районов, который стал символом фермерских хозяйств. К 1906 году была завершена разработка основных почтовых маршрутов в сельской местности.

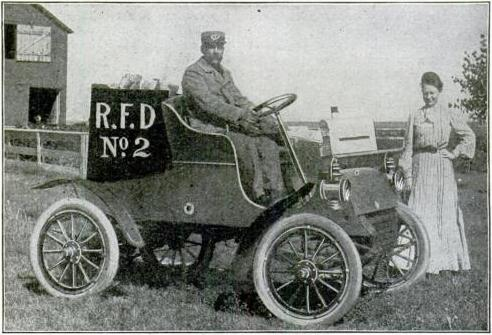
Почтовый автомобиль в сельской местности, 1905 год

## Почта США в XX и XXI веках

Динамика изменения тарифов Почтовой службы США для отправлений первого класса

В 1913 году почта начала доставлять большие посылки. Так как отправка посылки была дешевле почтового билета, появились случаи отправки детей по почте.  Первым почтальоном, доставившим ребенка по почте, стал Верон О. Литл. В 1921 году США присоединились к Почтовому союзу американских государств, Испании и Португалии (UPAEP).
Тариф 3 цента за почтовые отправления первого класса не изменялся с 1933 года, но к 1958 году никакие повышения эффективности работы не могли сдерживать цены, и тариф был повышен до 4 центов, став началом постоянного роста тарифов, который достиг 44 центов по состоянию на 2009 год.
В 1971 году была проведена реорганизация американского почтового ведомства в независимое агентство Федерального правительства США, которое стало называться Почтовой службой США (USPS). Однако его деятельность по-прежнему подвергается жёсткому регулированию со стороны официального органа — Комиссии по регулированию почтовой связи и вышестоящего министерства — Государственного департамента США.
Рост популярности электронной почты и других технологий в 1990-е годы привёл к снижению объёмов пересылки почтовых отправлений первого класса, несмотря на увеличение объёмов безадресной массовой рассылки почтовых отправлений по сниженным тарифам. К 2011 году финансовое положение Почтовой службы США значительно ухудшилось.

## Основные даты. Память
- 1639 — учреждено первое американское почтовое ведомство в Бостоне.
- 1672 — открыто почтовое сообщение из Нью-Йорка в Бостон.
- 1674 — основана почтовая служба в Коннектикуте.
- 1683 — Уильям Пенн начал еженедельную доставку почты в города и деревни Пенсильвании и Мэриленда.
- 1693 — в Вирджинии открыто почтовое обслуживание между колониями.
- 1775 — Континентальным конгрессом основано почтовое ведомство; первым главным почтмейстером назначен Бенджамин Франклин.
- 1785 — первая трансатлантическая доставка почты из Америки во Францию (Бенджамину Франклину) на воздушном шаре.

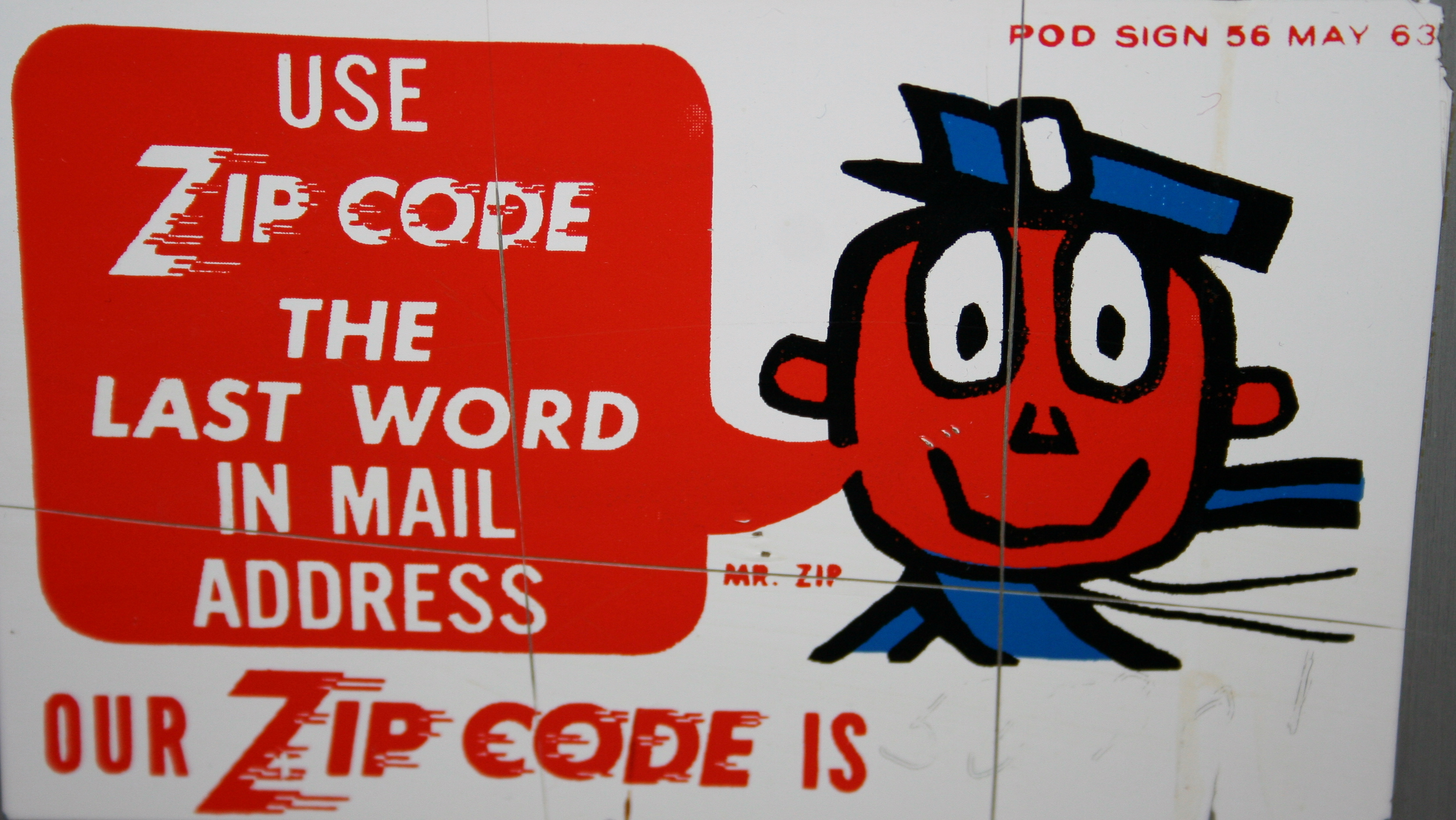
Mr. ZIP на рекламе 1963 года

- 1799 — Конгресс США принял закон, предусматривавший смертную казнь за ограбление почты.
- 1813 — доставлена пароходом первая почта.
- 1832 — открыта первая официальная железнодорожная почтовая служба.
- 1847 — введены в обращение первые почтовые марки США.
- 1860 — организована почтовая служба «Пони-экспресс».
- 1913 — начата доставка посылок.
- 1920 — трансконтинентальная почта между Нью-Йорком и Сан-Франциско.
- 1963 — введены почтовые индексы (ZIP-коды).

В честь 200-летия со дня назначения Бенджамина Франклина на должность первого генерального почтмейстера США 26 июля 1975 года в Филадельфии производилось памятное гашение специальным штемпелем; выпускался также памятный конверт.
Чуть позднее, 3 сентября 1975 года, к 200-летию американской почтовой службы был издан квартблок из 10-центовых марок, на котором были представлены различные средства доставки почты.